# Sault Ste. Marie Greyhounds

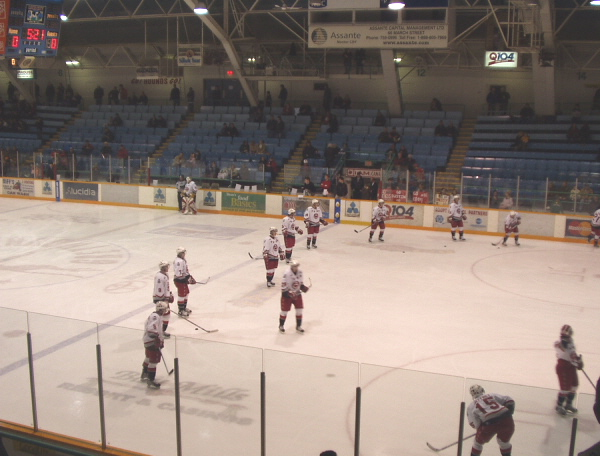
Uppvärmning för Greyhounds.

Sault Ste. Marie Greyhounds, kallas Soo Greyhounds, är ett juniorishockeylag i Ontario Hockey League. Klubben har spelat i Sault Ste. Marie i provinsen Ontario, Kanada, sedan 1962.

## Medlemmar i Hockey Hall of Fame
Det är fem medlemmar i Hockey Hall of Fame som har spelat för Sault Ste. Marie Greyhounds. Bill Cook och Bun Cook spelade för Greyhounds i Northern Ontario Hockey Association (NOHA) mellan åren 1921 och 1925. Tony Esposito spelade för Greyhounds i Northern Ontario Junior Hockey League (NOJHL) under säsongen 1962–1963 innan han började spela för Michigan Tech Huskies.
Det nuvarande Greyhounds har tre medlemmar i Hockey Hall of Fame och de är Wayne Gretzky, Paul Coffey och Ron Francis.